# Henri Rougier
Pour les articles homonymes, voir Rougier.
Henri Rougier, né à Marseille le 22 octobre 1876 et mort à Marseille le 22 juillet 1956 d’insuffisance cardiaque, après avoir pris sa retraite à La Valette-du-Var dans l'agglomération toulonnaise, fut un célèbre coureur cycliste, coureur automobile et aviateur français.

## Biographie
Au début du XXe siècle, Rougier était un entrepreneur prospère, propriétaire de l'agence de Paris pour les automobiles Turcat-Méry, et utilisait ses participations à des courses automobiles pour recueillir de la publicité pour sa concession de marque.

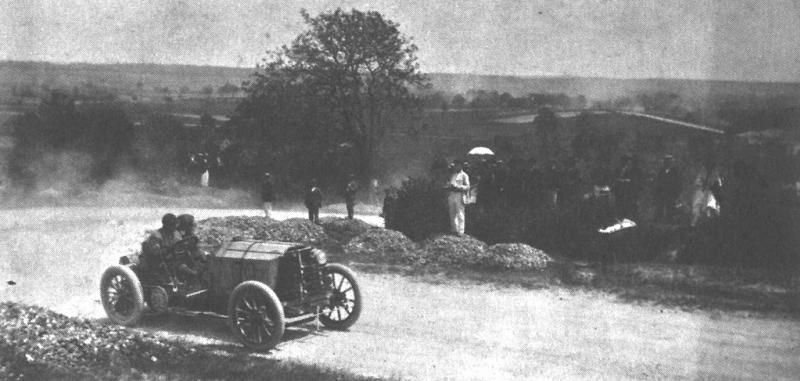
Rougier sur Turcat-Méry 45HP au Paris-Madrid 1903.

En 1903 au volant de sa Turcat-Méry 45 HP, il termine 11e au général et 9e dans la catégorie dite des véhicules lourds de la course Paris-Madrid.
Le 17 juin 1904, il participe sur le même bolide à la « Coupe automobile Gordon Bennett » en Allemagne. Le départ est donné par le Kaiser Wilhelm II depuis Bad Homburg dans les montagnes du Taunus. Il termine 3e en 6 heures 46 minutes 31 secondes pour couvrir les 564 kilomètres. Il remporte également la troisième édition de la Course de côte du Mont Ventoux sur sa Turcat-Méry, effectuant encore en cette année fournie un raid rapide à bord d'une simple voiture de tourisme de la marque sur le trajet Paris-Moscou, en compagnie de Marc Sorel.
En 1905, il s’inscrit au Circuit des Ardennes, à Bastogne. Sa Lorraine-Dietrich y effectue le meilleur tour en piste, à 68,51 km/h. En 1906, il y termine 3e sur la même voiture : son temps est de 5 heures 50 minutes 11 secondes. Les quatre pilotes engagés pour la marque terminent dans les sept premiers du classement (Arthur Duray vainqueur), Sorel faisant encore partie de ceux-ci.
Au premier Grand-Prix de France en 1906, il termine non classé, à plus d’un tour derrière le vainqueur. En 1907, il revient pour la seconde édition à Dieppe au volant d'une Lorraine-Dietrich, mais doit se retirer au 5e tour. Il remporte de nouveau la Course de côte du Mont Ventoux, sur sa Lorraine-Dietrich cette fois.

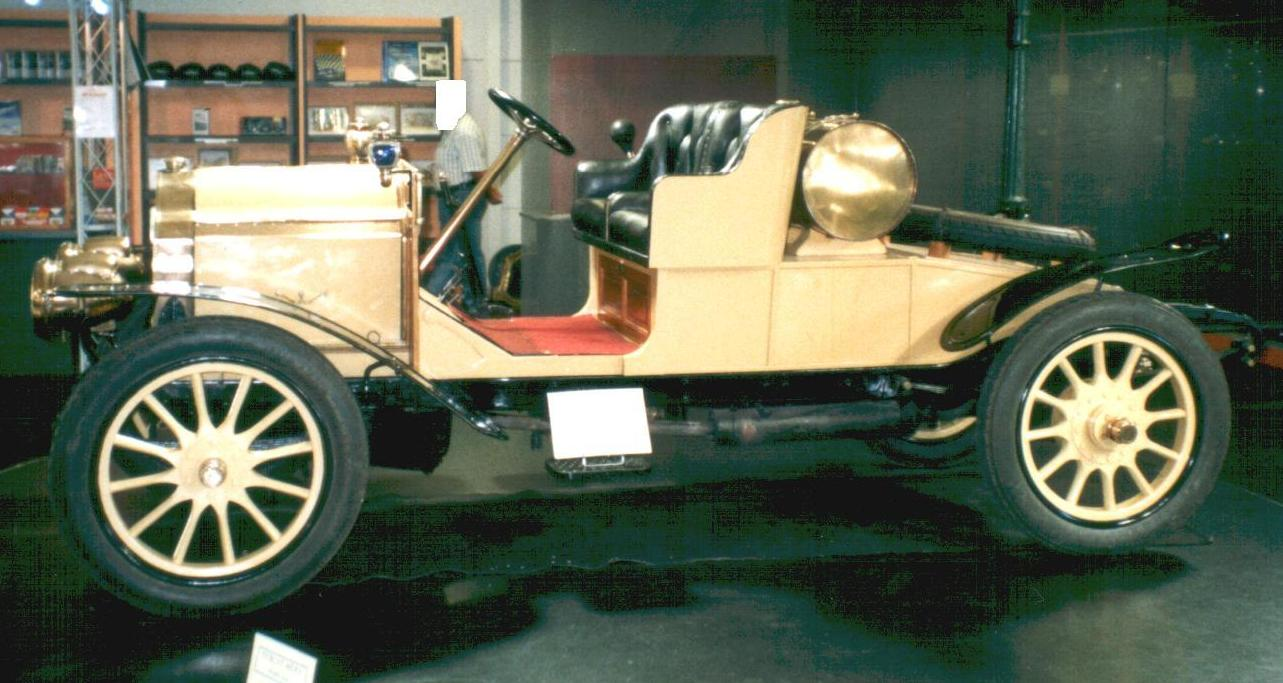
Turcat-Méry de 1906

Le 19 mai 1908, Rougier participe à la course Saint-Pétersbourg-Moscou sur Lorraine-Dietrich, mais doit abandonner.
Dans le Grand-Prix de France 1908 à Dieppe, il se retire dès le premier tour sur des problèmes de magnéto de sa Lorraine-Dietrich.

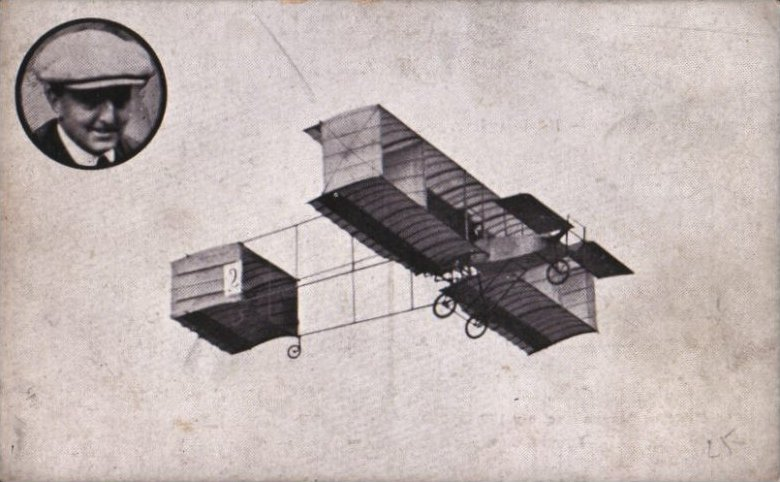
Anvers Henri Rougier lors d’un meeting aérien de 1909 sur “Voisin”

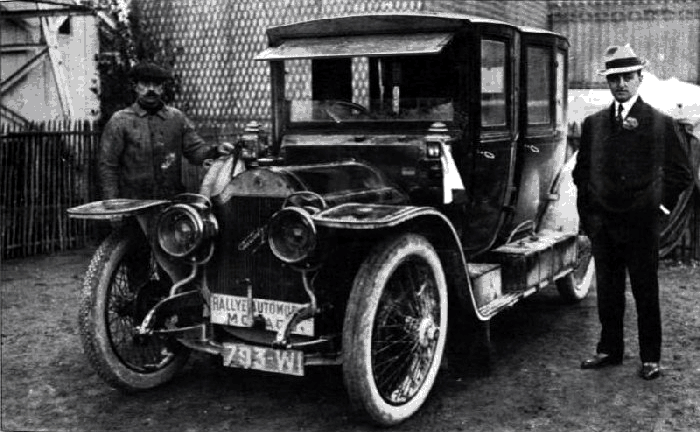
Henri Rougier devant la Turcat-Méry 25 HP victorieuse au rallye de Monte Carlo 1911.

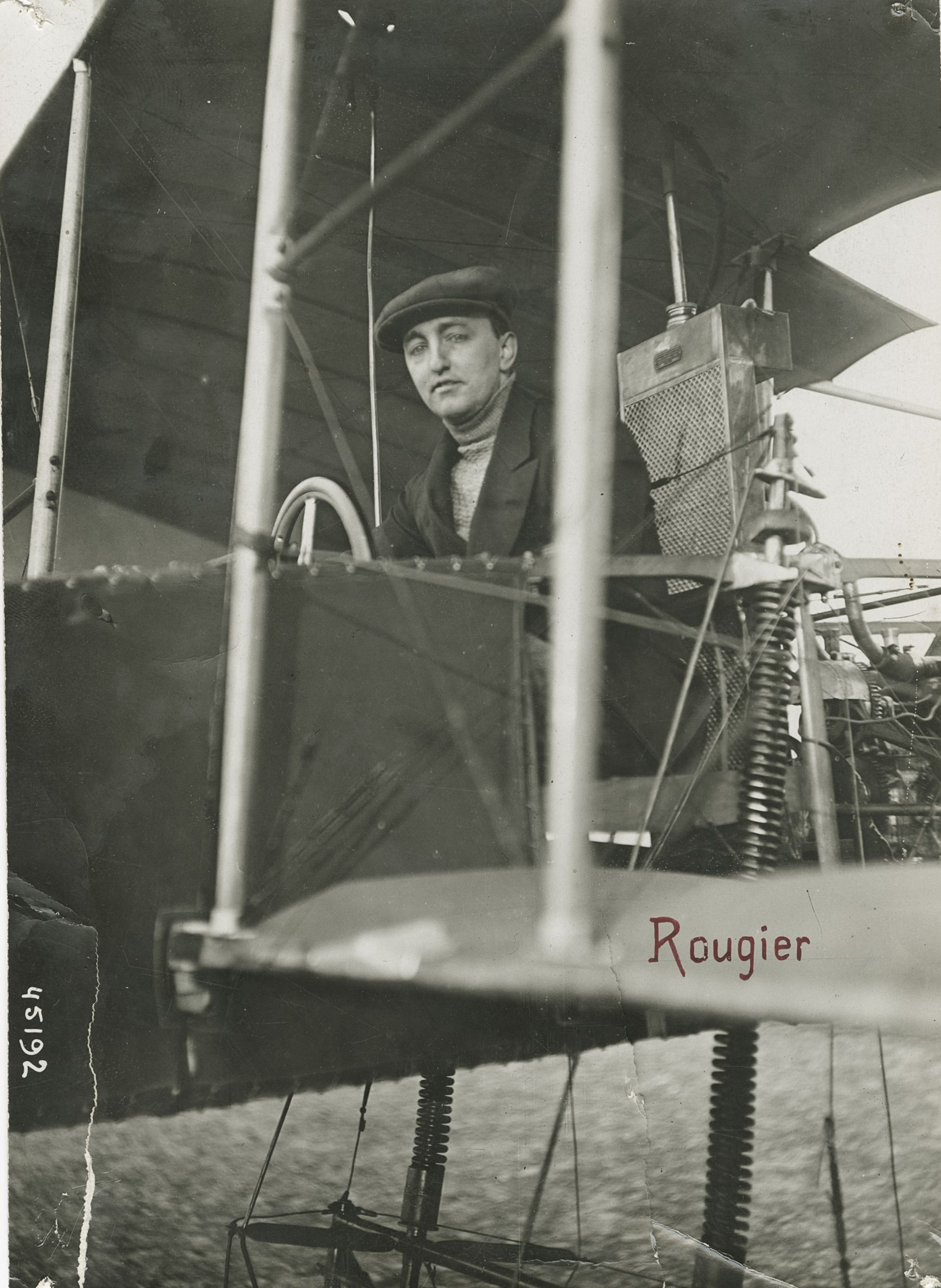
Henri Rougier en 1910

En 1909, il apprend à piloter sur biplan Voisin propulsé par un moteur Gnome Oméga, et en septembre de la même année, il remporte les prix de distance et d’altitude du Grand Prix de Berlin, tandis que Hubert Latham remporte le prix de vitesse. Le 20 septembre 1909, il établit le nouveau record de hauteur en Italie, à l’aérodrome de Montichiari: 198,50 mètres. La même année, il participe à des meetings aériens et à des Grands-Prix automobiles à travers l’Europe. Ainsi à la fin du même mois, au salon aéronautique de Brescia, il remporte de nouveau le Prix d'altitude (190 m - record mondial), en battant Glen Curtiss. Il participe ensuite aux meetings aériens de Francfort, à celui de Blackpool où il termine à la deuxième place, et à Anvers où il remporte toutes les courses proposées, clôturant ainsi une année très fournie. À Anvers, il remporte notamment le 28 octobre 1909 le grand prix d’Anvers et une somme d’argent de 50 000 francs, alors qu'il participe au prix de la distance, grâce à un vol de 50 kilomètres en heure et vingt-cinq minutes.

En janvier 1910, il devient célèbre pour ses exploits monégasques au-dessus de la Méditerranée et du mont Agel, du fait d’un voyage particulièrement dangereux de Monaco à Nice en haute altitude avec des vents très variables. En février, lors du salon de l’air d’Héliopolis en Égypte, il remporte le premier prix sur distance globale et le second prix sur « plus longue distance sans s'arrêter. De par ces faits marquants, il est invité à participer la même année à des meetings en Californie, avec son Voisin.
Du fait des risques encourus, des performances aéronautiques d’endurance de Rougier ont été incluses dans les tableaux de Flight International Magazine : 
- 12 septembre 1909 : Voisin: Brescia : 1 heure 9 minutes
- 28 septembre 1909 : Voisin: Johannisthal Air Field : 1 heure 20 minutes
- 29 septembre 1909 : Voisin: Johannisthal Air Field : 1 heure 37 minutes
- 28 octobre 1909 : Voisin: Anvers : 1 heure 3 minutes
- 6 février 1910 : Voisin: Héliopolis en Égypte : 65 km
- 11 février 1910 : Voisin: Héliopolis : 48 km

De plus, en octobre 1909, il remporte le Prix de l'Altitude à Berlin (en deux tours, il atteint la hauteur de 158 mètres).
À son retour en France, Rougier pourrait avoir construit son propre biplan, mais le fait n’est pas prouvé, car essentiellement fondé sur une unique photographie, peu nette.
Toujours est-il qu’en cette année 1910, il devient partenaire d'Antoine Odier et de Raoul Vendôme dans la compagnie de biplans d’aviation Odier-Vendôme. Il pilote ainsi un biplan de construction Odier-Vendôme à Issy-les-Moulineaux, ou Terni et Ghedi en Italie.
En 1911, il remporte la victoire du premier rallye automobile Monte-Carlo sur une Turcat-Méry 25 HP. Planifié dès 1909 par le Prince Albert Ier de Monaco et l'Automobile Club de Monaco (alors « Sport Automobile Vélocipédique Monégasque »), 23 véhicules convergent de 11 lieux différents à travers l’Europe, en janvier 1911 vers la principauté. 9 –dont Rougier- arrivent de Paris, après 1 020 km à travers la France. Quelques critères subjectifs, forts critiqués alors, tels l'élégance générale de la voiture, le confort des passagers, ou l'état de la voiture à l’arrivée à Monaco entrent alors en ligne de compte pour le classement final.
Après la Première Guerre mondiale, Rougier a fabriqué sur commandes un nombre limité de voitures « Rougier », sur des châssis Turcat-Méry avec améliorations de conception mécanique et exclusivités de brevets mécaniques. Henri Perrot participe aux innovations portant sur le freinage à tambour (brevets qu’il revendra en 1924 à Vincent Bendix après le salon automobile européen), et Million Guillet conçoit la carrosserie à Levallois-Perret. En 1921, Rougier est deuxième du Grand Prix de la Corse Sport sur Turcat-Méry (troisième son équipier d'alors François Repusseau).

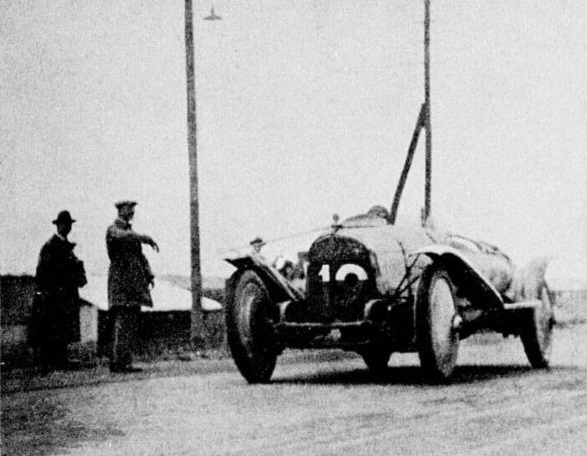
Henri Rougier vainqueur du GP de l'A.C.F. Tourisme en 1922, sur Voisin à Strasbourg.

En 1922, il remporte la Course de côte Limonest - Mont Verdun sur Voisin 18 hp Sport ainsi que le Grand Prix de l'A.C.F. Tourisme sur Voisin au circuit de Strasbourg, et en 1923 il participe aussi pour la 4e fois au Grand Prix de France à Tours, au volant d'une Voisin prototype dite "Laboratoire", devant abandonner au 19e tour. Au Grand-Prix d’Italie à Monza la même année, il se retire au 29e tour, mais il remporte tout de même cette saison-là le Grand Prix de l'A.C.F. Sport organisé à Strasbourg sur une Voisin C3 (2e Arthur Duray également sur C3, 5e Piccioni).
Née en 1895, l’entreprise Turcat-Méry a définitivement cessé sa production en 1928.
Après sa carrière sportive automobile, Henri Rougier gère son garage automobile de la porte de Champerret, situé 10 rue Anatole-France à Neuilly-sur-Seine.

## Distinctions
- Chevalier de la Légion d'honneur
- Croix de guerre 1914–1918
- Médaille de l'Aéronautique

## Victoires en courses de côte[9]

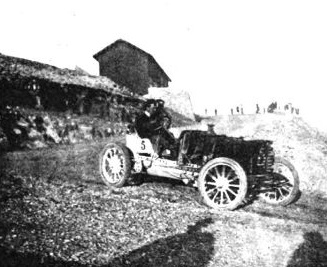
Henri Rougier, vainqueur de la course de côte du Mont Ventoux 1904 sur Turcat-Mery.

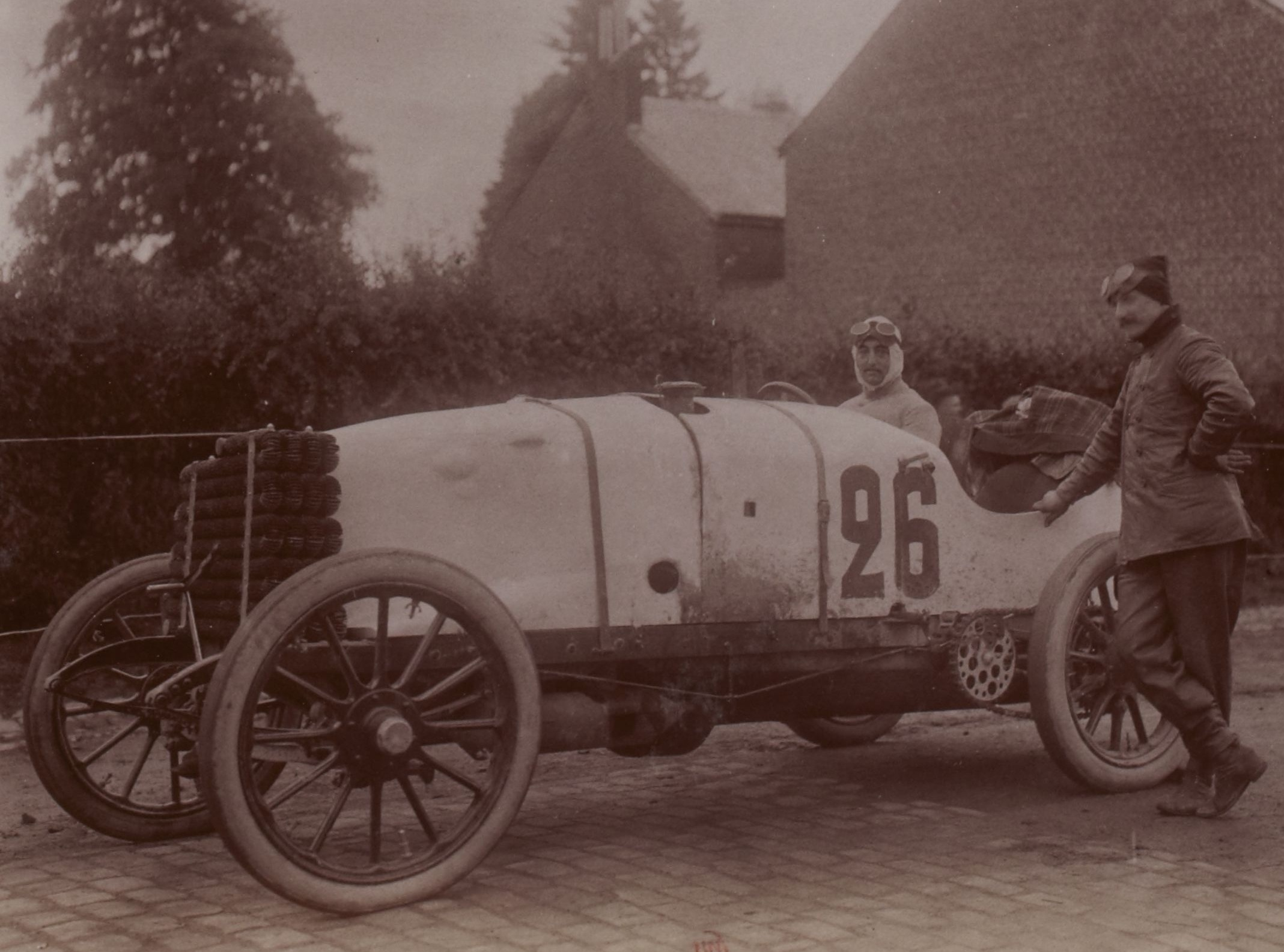
Henri Rougier sur de Dietrich en 1904.

- Mont Ventoux: 1904 (Turcat-Méry) et 1907 (Lorraine-Dietrich);
- Mont Pilat: 1907 (Lorraine-Dietrich);
- Pic Montaigu: 1922 (Voisin 18 hp Sport);
- Limonest: 1922 (Voisin 18 hp Sport);
- Les Alpilles: 1923 (Voisin 18 hp Sport);
- Estérel: 1924 (Voisin 23 hp).